# トチロー
トチローは、松本零士の作品に登場する架空の人物。松本の諸作品にハーロックの親友として出演することが多い。
本項では『宇宙海賊キャプテンハーロック』などに登場する大山トチローを中心に解説する。

## 外見・容貌
松本曰く「メガネの怪人」。モデルになったのは『男おいどん』の主人公・大山昇太で、メガネの形を変えたりあれこれいじっていくうちにトチローになったのだという。また、松本によればトチローの先祖は大山昇太とのことである。松本作品では定番の丸眼鏡、チビ、短足、寸胴、ガニ股という体型であるが、こういった容貌でも立派な成人男性というキャラクターで登場している。
『銀河鉄道999』の主人公・星野鉄郎と同じく、マントと弾痕だらけの鍔広の帽子を着用し、体型もよく似ている。劇場版第1作で鉄郎がタイタンで老婆からもらったマントと帽子は、トチローがかつて使用していたものとされている。

## ハーロックとの関係
ハーロックと共にデスシャドウ号で宇宙を駆けめぐったり、自身が設計したアルカディア号で一緒に戦ったりする描写が多いが、最初の2人の結びつきは西部劇漫画『ガンフロンティア』から始まる。
この作品では不格好な日本人として描かれているものの、剣術の達人として無法の西部を銃の名手たるハーロックとのコンビで生き抜いていく姿が描かれた。その腕は同作品のハーロック曰く「射撃は下手でも、接近戦では恐ろしく強い」。
映画『わが青春のアルカディア』では、先祖である大山敏郎が日本海軍の技術者として第二次世界大戦末期に、ドイツのアウトバーンでファントム・F・ハーロックII世と出会っている。そこでハーロックII世から照準機レビC12Dを託され、それが大山家の家宝として大切にされていたことが、1000年後のイルミダス軍地球占領時に明らかになった。
なお、このシーンのもととなった『戦場まんがシリーズ』の同名エピソードでは、ハーロックの相手役は大山敏郎ではなく台場という名前のキャラクターである｡

## 大山トチロー
トチローは通称で、正式な本名は大山敏郎（おおやま としろう）という。ハーロックはトシロウと発音することができなかったのでトチローと呼ぶようになったことが、『わが青春のアルカディア』の脚本を担当した尾中洋一による小説版（集英社コバルト文庫）などで紹介されている。
ハーロックの無二の親友にしてエメラルダスの最愛の人。超一流の技師であり、ハーロックの愛艦アルカディア号の設計者。ハーロックはトチローを「我が生涯の偉大な友」と呼んでいる。

### 才能
アルカディア号の建造から天才的な造船技師であることは勿論だが、他にもアルカディア号の補給・整備基地として、海賊島を増設している。こういった天才的な技術を持っているのは武器関係などにも及び、機械化人を1発で撃ち倒せる戦士の銃（コスモドラグーン）の設計もトチローによるものである。
他にも、『わが青春のアルカディア』ではプロミネンスの火の河を渡る際に損傷したクイーン・エメラルダス号を修理したりするなど、その技術力の高さは枚挙にいとまがない。また『わが青春のアルカディア 無限軌道SSX』21話での「アルカディア号はデスシャドウと並んで俺が作りだした最高傑作」とするトチローの発言から、太陽系連邦軍時代にはその主力戦艦であるデスシャドウ号の設計も担当したことが明らかとなっている。これだけ技師として優れた人物であるにもかかわらず、『ハーロック』でのハーロックの弁によれば、地球政府はトチローを極貧の中に追いやって省みようともしなかったという。アニメ版では、地球防衛軍の切田長官はトチローの腕を高く買っており、ハーロックをはじめとする宇宙海賊に対抗できる宇宙戦艦を建造させようとしていたことが31話で判明している。
PlayStationソフトの『松本零士999 〜Story of Galaxy Express 999〜』では、『宇宙戦艦ヤマト』に登場する真田志郎の祖父の真田博士、『超時空戦艦まほろば』の足立博士、『新竹取物語 1000年女王』の雨森博士、メーテルの父ドクター・バンといった人物と共に宇宙5大頭脳の一人と呼ばれている。
一方で銃器開発をしながらも、射撃の腕前が下手であるのは『エメラルダス』の原作で明らかにされている。その反面、重力サーベルを用いた斬り合いでは非常に腕が立ち、本人曰く「得意中の得意」。これは先述の『ガンフロンティア』における剣の達人という設定を踏まえたものである。『無限軌道SSX』のパイロットフィルムでは、『ガンフロンティア』での足指を使って刀を駆使するアクションを再現していた。
なお、射撃が下手なのは近視に加えて、手が小さく、銃を持ちにくいためだと言っている。ただし『松本零士999』では、戦士の銃を使い戦うためその設定は廃されているものと思われる。
『無限軌道SSX』第21話の描写では、幼少期にハーモニカを吹いていたことが明らかにされた。トチローの弁によれば「子供の頃吹いていたが、あまりに下手くそなもんで人には聴かせられなかった」とのことで、死期を悟ったトチローが餞別の品として物野正にeric claptonと書かれたハーモニカを渡している。『無限軌道SSX』の前に公開されている劇場版『銀河鉄道999』では、前半はハーモニカによる哀愁のこもったメロディーでトチローの登場シーンで使われ、後半は勇壮なメロディでハーロックおよびアルカディア号登場シーンで流れる「心の詩とアルカディア号」というBGMがある。この前半のメロディーが使用される、惑星メーテルに向かうアルカディア号がエメラルダス号と交信する場面では、エメラルダス号のモニターに映るアルカディア号の中枢大コンピューターとハーモニカを吹くトチローのイメージ映像が表示されている。

### 人物
アルカディア号や戦士の銃の設計など、天才技術者として描写されるが、その技術を自身や周囲にとって正しいと思える方向にしか使おうとしない。それゆえ、『無限軌道SSX』ではハーロックと共にイルミダスから狙われている。
一方で、そんな天才という気取った部分はあまり見せず、自分が認めた相手には対等以上に付き合おうとする。敵対したり、横暴な力に対しては、断固とした手段で徹底的に立ち向かおうともする。イルミダスの横暴にも乞食のような真似をしながらも屈辱に耐え、『クイーン・エメラルダス』では、宇宙の星を渡り歩く時に「空腹の時には空想で食べ物を創ってそれを食べたつもりで耐えてきた」と豪語するタフな心を持つ。
観察力も鋭く、エメラルダス号の自身へのテストである故障芝居も見抜き、その完成度の高さと創った人物の分析までしている。ハーロックもエメラルダスも「敵に回せば恐ろしく、味方にすれば頼もしい存在。こういう男はそういない」と評している。
落ち込んだ相手に酒を勧めたり、『無限軌道SSX』では物野正やレビを元気づけ、『999』劇場版では、自分に代わって機械伯爵を倒そうとする鉄郎に機械化人の弱点を教えたほか、『エメラルダス』では、プロミネンスの炎の河を渡ろうとするゼーダを激励したりという具合に、年少者には優しい面を見せる。『ハーロック』アニメ版では娘のまゆに、『999』劇場版ではタイタンに住む年老いた母親摂子にも気遣いを見せている。
素顔は正義感に溢れ、なおかつ愚直なまでに優しい男であり、自分が認めた相手や仲間のために喜んで犠牲になることも厭わなかった。
女海賊エメラルダスにとっては、宇宙で探し求める唯一の、身も心も許した男であると『999』劇場版で紹介されている（つまり何らかの理由でエメラルダスの前から姿を消した）。『エメラルダス』ではエメラルダスに連れられてエメラルダス号に乗ったが、その時彼女は「私の旅の中でこれほど心が安らいだことはなかった」と言い、『999』劇場版でトチローを愛していることが示唆されていた。

### 嗜好・信条
『ハーロック』でのミーメの弁によれば、寒いところが苦手で「世の中全部熱帯みたいならいいのに」と口癖のように語っていたという。
酒好きである。ただし『エメラルダス』原作では一杯のワインで酔いつぶれて寝込んでおり、下戸として描写されているが、『ハーロック』最終巻ではハーロックが「2人してよく酔っ払って歌を歌った」と語っており、描写が異なる。『ハーロック』では、“燃える星の海”という銘柄のワインを愛飲していたことがハーロックの弁で語られている。アニメ版の最終回では、中枢大コンピューターとなったトチローがハーロックと共に飲んでいるシーンがある。『999』劇場版や『わが青春のアルカディア』では、火の国酒造の清酒“美少年”を愛飲している姿が描かれている。
技術者というだけあって機械類は大好きらしく、中でも旧式な機械類には目がなかったようである。『ハーロック』では、アルカディア号を攻撃した相手が第2次世界大戦ごろのディーゼルエンジンを使用した旧式な潜水艦と知ったハーロックは「（トチローが見たら）涙を流して喜ぶだろう」、「あいつはそういうものが好きだった」と語っている。また、『ニーベルングの指環』ではクラシックカー好きな一面が出され、積んだ船を敵艦と間違えて破壊したハーロックに激怒していた。
「無駄や遊びは絶対必要」「人間の気力は食物から起こる」と考えていたことが『ハーロック』でのハーロックやミーメの口から語られており、第2海賊島（デスシャドウ島）は食用のアンタレスガニが養殖されている（育て過ぎて巨大化した）など、そうした彼の考えや嗜好を反映したものとなっている。
先祖の昇太と同じく風呂嫌いで服の洗濯もあまり行わず、『宇宙交響詩-』では大量のサルマタ（キノコ付き）を溜め込んでいた。

### 『キャプテンハーロック』での人物像
『ハーロック』作中では故人であり、生前の人物像がハーロックやミーメの弁で語られている。ただし名前などはなかなか明かされず、死後アルカディア号の中枢大コンピューターに魂を宿していることも当初は臥せられていた。「俺が生きていられるのは、友の犠牲のおかげ」と言うほどにハーロックはトチローに強い思い入れを示し、トリさんに至ってはトチローのことを思い出すたびにオイオイと泣いている。
ハーロックと共にふやけてだらけきった地球から宇宙の海へ飛び出しながらも、地球を深く愛しており、守るに値しない人類であってもそれでも守りたいと語っていたこと、そして地球の未来のためにアルカディア号を設計して後事をハーロックに託したことが彼の弁で語られている。ハーロック自身はしばしば「地球など滅びてもいい」との考えを口に出していながら地球を守るために戦っている（保富康午も主題歌「キャプテンハーロック」で同様に作詞している）のも、トチローが自分に託した思いに応えるためであり、彼にとって地球を見捨てることは死んだ友への裏切りと考えている。
アニメ版でトチローは、エメラルダスに相当するキャラクター・エメラーダと出会い、惑星ヘビーメルダーに流れ着き、そこでアルカディア号を設計。エメラーダとの間に愛娘のまゆが誕生するが、アルカディア号でヘビーメルダーを離れた際にハーロックはまゆを託され、まゆが住む地球をマゾーンから守るべく戦うことになる。
そんなハーロックにとって、トチローはかけがえのない頼もしい友であり、アルカディア号の中枢大コンピューターとなった後も、ハーロックは緊急時の起動をトチローに託している。　

### 最期
ハーロックと共に様々な苦難を乗り越えてきたが、晩年は病魔に侵され、惑星ヘビーメルダーに落着したデスシャドウ号内にて最期を迎える。
『999』劇場版では宇宙病に侵され、余命幾ばくもなく、鉄郎に自身の意志と記憶をアルカディア号の中枢大コンピューターに移すことを頼んだ。『無限軌道SSX』では単身アルカディア号を離れて惑星ヘビーメルダーへ向かい、自分1人で意志と記憶をアルカディア号の中枢大コンピューターに伝送している。
『ハーロック』アニメ版ではヘビーメルダーでアルカディア号建造にいそしんだが過労がたたり、完成後に力尽きてその艦内で死亡、遺体は宇宙葬で葬られた。また、中枢大コンピューターに自身の脳細胞の一部と記憶を移植していた。
『ニーベルングの指環』第一部「ラインの黄金」では死亡していないが、不治の病に侵されたことを自覚しており、それに気付いた台場正に口止めを命じている。
彼は“死亡”したとされるのが一般的であるが、『999』の作品世界では人間が肉体を機械化することは珍しくなく、それも人間型に限らない。ゆえにトチローのそれが“死”であるのかは判断の分かれる点である。劇場版第1作ではためらう鉄郎に「俺がもう一度起き上がるためだ」と言って促している。『999』では機械の体で実現する「永遠の命」との対比を通じて生身の人間の持つ「限りある命の素晴らしさ」を訴える内容となっており、アルカディア号の中枢大コンピューターという機械の体に転生することを選んだトチローの存在は、微妙な位置づけとなっている。ハーロックは中枢大コンピュータと「トチロー」としてしばし語らう一方で、ヘビーメルダーのトチローの墓を訪れた際は「あいつの体がここに眠っていると思うと辛い」と涙している。精神科医の名越康文は、トチローを「アルカディアの守護神となるべく現世に留まることなく機械化した男」と分析し、機械化人が現世に留まるために機械になるのに対し、トチローは「俺はあるところに行く」というセリフから“この世に留まるのではない”と解釈し、鉄郎の生身の身体礼賛思想ともプロメシュームの機械の身体礼賛思想とも異なる別の存在のありようを示している、との考えを提示している。『999』エターナル編では生前の姿を模したホログラムアバターとして鉄郎達と一時行動を共にした事もある。

## 声優
アニメでの初登場の『宇宙海賊キャプテンハーロック』では、山田俊司（現・キートン山田）が演じたが、その後の『999』劇場版から『無限軌道SSX』までは富山敬が演じた。
1990年代に入って富山死去後は、『ニーベルングの指環』第1部を原作としたOVA『ハーロック・サーガ』及びゲームの『コスモウォーリアー零』でハーロックと一人二役で山寺宏一が演じているが、『エメラルダス』OVAと『松本零士999』ではトチローのみになっている。2019年発売の『スーパーロボット大戦T』でも山寺が『無限軌道SSX』設定のトチローを担当。
アニメ版の『コスモウォーリアー零』では西村朋紘が声を担当している。『ガンフロンティア』、『SPACE PIRATE CAPTAIN HERLOCK』、及び『宇宙交響詩メーテル 銀河鉄道999外伝』では山口勝平が演じている。なお、山口は『松本零士999』にて『超時空戦艦まほろば』の大山歳郎役も担当した。

## その他の大山姓の人物
『男おいどん』では大山昇太（のぼった）が、 その続編エピローグ読み切りの『遥かなる前世紀』では大山降太（おりた）が、『まほろば』では大山歳郎（としろう）が、『漂流幹線000』では 大山大（だい）が登場する｡また、『トラジマのミーめ』アニメ版では、主役ネコ・ミーくんの飼い主であるあつ子の家族は大山家となっており、あつ子の父の名前は大山敏郎となっている。
また、宇宙戦艦ヤマトシリーズのTVスペシャル『宇宙戦艦ヤマト 新たなる旅立ち』と、映画第3作『ヤマトよ永遠に』をゲーム化した、PS2版『宇宙戦艦ヤマト イスカンダルへの追憶』、『宇宙戦艦ヤマト 暗黒星団帝国の逆襲』、『宇宙戦艦ヤマト 二重銀河の崩壊』の三部作には、ゲームオリジナルキャラクターとして真田志郎や古代守の同期で、トチローに容姿が酷似した天才技術者「大山俊郎」（としろう、ただし友人たちはトチローと呼ぶとのこと）が登場している（声は古代進役の山寺宏一の二役）。

## 登場作品
- ガンフロンティア
- 大草原の小さな四畳半
- ザ・トチロー
- ザ・トチロー2 わが青春のハーロック
- 宇宙海賊キャプテンハーロック
- 銀河鉄道999（劇場版、エターナル編）
- さよなら銀河鉄道999 アンドロメダ終着駅（中枢大コンピューターの声で登場）
- わが青春のアルカディア
- わが青春のアルカディア 無限軌道SSX
- ニーベルングの指環
- クイーン・エメラルダス
- 宇宙交響詩メーテル 銀河鉄道999外伝
- コスモウォーリアー零
- 松本零士999 〜Story of Galaxy Express 999〜
- SPACE PIRATE CAPTAIN HERLOCK
- キャプテンハーロック〜次元航海〜
- 銀河鉄道999 ANOTHER STORY アルティメットジャーニー